# Albert Sumiński
Albert Marcin Maria hr. Sumiński z Sumina h. Leszczyc (ur. 12 listopada 1906 we Lwowie, zm. 12 czerwca 1977 w Los Angeles) – major artylerii Wojska Polskiego.

## Życiorys
Urodził się 12 listopada 1906 we Lwowie, w rodzinie Artura Edwarda Sumińskiego h. Leszczyc (1865–1910) i Sabiny Niny Anny z Oczosalskich h. Kuszaba (1881–1949). Miał braci Artura Jana Marię (1908–1943) i Piotra Pawła Stefana (1908–1989). Pochodził z rodu Sumińskich herbu Leszczyc i legitymował się tytułem hrabiego. 
Ukończył studia na Uniwersytecie Jagiellońskim, uzyskując tytuł inżyniera agronomii oraz studia prawa na Wydziale Prawa Uniwersytetu Jana Kazimierza we Lwowie, uzyskując tytuł magistra.
Ukończył III Kurs Wołyńskiej Szkoły Podchorążych Rezerwy Artylerii (1928–1929), po czym w stopniu plutonowego podchorążego został przydzielony do 10 Dywizjonu Artylerii Konnej w Jarosławiu. Brał udział w II wojnie światowej, był majorem artylerii konnej. Służył pod komendą gen. Stanisława Maczka w 10 Brygadzie Kawalerii Zmotoryzowanej, następnie w 1 Dywizji Pancernej.
Po wojnie, 26 kwietnia 1949 opuścił Wielką Brytanię i na statku SS Mauretania udał się do Nowego Jorku. 15 czerwca 1949 w San Diego ożenił się z Anną Ireną ze Stachowskich (1926–1986), z którą miał synów Johna (ur. 1952) i Marka (ur. 1955) oraz córkę Christine (ur. 1959). W 1976, tj. 9 lat po rozwodzie z Anną, poślubił Teresitę Fuster. 
Zmarł 12 czerwca 1977 w Los Angeles. 

## Ordery i odznaczenia
- Krzyż Srebrny Orderu Virtuti Militari[4][1] nr 11209
- Krzyż Walecznych[5][1]
- Medal Wojska[6]
- Krzyż Wojskowy (Wielka Brytania)[7][1]
- Medal Obrony (Wielka Brytania)[3]
- Gwiazda za Wojnę 1939–1945 (Wielka Brytania)[3]
- Gwiazda Francji i Niemiec (Wielka Brytania)[3]